# Apache许可证
Apache许可证（英語：Apache License），是一个由Apache軟件基金會发布的自由软件许可证，最初为Apache http服务器而撰写。Apache许可证要求被授权者保留版权和放弃权利的聲明，但它不是一个反版权的许可证。
此许可证最新版本为“版本2”，于2004年1月发布。
Apache许可证在Apache社区内外被广泛使用。Apache基金会下属所有项目都使用Apache许可证，许多非Apache基金会项目也使用了Apache许可证：据统计，截至2012年10月，在sourceforge上有8708个项目使用了Apache许可证。

## 版本历史
1.0版是最原始的Apache許可證，只被用在舊版的Apache軟體內（像是Apache Web Server 1.2）。
1.1版在2000年由Apache軟體基金會公佈：相較於1.0最主要的改變在於「NOTICE條款」（在1.0的第三節），衍生產品只需要在文件裡註明，而不像1.0需要在所有的地方註明。
2004年1月，Apache軟體基金會公佈了2.0版。

## 许可条件
Apache许可证是宽容的，因为它不会强制衍生和修改产物使用相同的许可证进行发布（与一些版权许可证不同，参见比较）。但它仍然要求对所有未修改的部分应用相同的许可证，并且在每个许可文件中，必须保留再分发代码中的任何原始版权，专利，商标和归属通知（不需要包括任何部分的衍生作品）；并且在每个更改的许可文件中，都必须添加一条通知，说明对该文件进行了更改。
如果声明文本文件作为原始作品发布的一部分包含在内，则衍生作品必须在包含该通知文本文件的可读副本，可以是文档或显示在软件中。
声明文件的内容不会修改许可证，因为它们仅用于提供信息，并且可以在许可证文本中添加更多属性声明，前提是这些声明不能被理解为修改许可证。修改可能有适当的版权声明，并可能为修改提供不同的许可条款。
除非另有明确规定，否则许可证持有者向授权者提交的任何文稿将根据许可证的条款进行，没有任何条款和条件，但这并不排除与授权者有关的这些贡献有单独的协议。

## 与GPL的兼容
Apache軟體基金會與自由軟體基金會都同意Apache許可證屬於自由軟體許可證，且相容於第三版的GNU通用公共許可證；不過，雙方也都同意，第一版與第二版的GNU通用公共許可證並不相容於Apache許可證。